# Gouvernement Erdoğan V
Pour les articles homonymes, voir Gouvernement Erdoğan.
République de Turquie
Erdoğan IV 
Le gouvernement Erdoğan V (en turc : 67. Türkiye Hükûmeti) est le soixante-sixième gouvernement de la république de Turquie, en fonction depuis le 3 juin 2023.
Recep Tayyip Erdoğan présente la composition de son gouvernement, peu après sa prestation de serment pour un troisième mandat après sa réélection lors de l'élection présidentielle turque de 2023. Il s'agit du deuxième gouvernement mis en place depuis l'entrée en vigueur de la réforme constitutionnelle turque de 2017 qui acte le passage à un régime présidentiel.

## Historique

### Formation
Le président Recep Tayyip Erdoğan arrive en tête de l'élection présidentielle turque de 2023 devant Kemal Kılıçdaroğlu, et manque de peu d'être élu dès le premier tour,. Les élections législatives organisées en parallèle voient la victoire de l'Alliance populaire, qui conserve la majorité absolue des sièges malgré un léger recul.
Erdoğan remporte plus de 52 % des voix au second tour, ce qui lui assure ainsi un troisième mandat consécutif,. Il prête serment le 3 juin et nomme un gouvernement presque intégralement renouvelé, ne reconduisant que le ministre de la Santé et celui de la Culture et du Tourisme.

## Composition
- Les nouveaux titulaires sont indiqués en gras, ceux ayant changé d'attributions en italique.

| Image | Fonction                                                   | Titulaire | Titulaire            | Parti        |
| ----- | ---------------------------------------------------------- | --------- | -------------------- | ------------ |
|       | Président de la République                                 |           | Recep Tayyip Erdoğan | AKP          |
|       | Vice-président de la République                            |           | Cevdet Yılmaz        | AKP          |
|       | Ministre des Affaires étrangères                           |           | Hakan Fidan          | AKP          |
|       | Ministre de la Défense nationale                           |           | Yaşar Güler          | Indépendant  |
|       | Ministre de l'Intérieur                                    |           | Ali Yerlikaya        | Indépendant  |
|       | Ministre de la Justice                                     |           | Yılmaz Tunç          | AKP          |
|       | Ministre du Trésor et des Finances                         |           | Mehmet Şimşek        | AKP          |
|       | Ministre de l'Énergie et des Ressources naturelles         |           | Alparslan Bayraktar  | Indépendant  |
|       | Ministre du Commerce                                       |           | Ömer Bolat           | AKP          |
|       | Ministre de la Santé                                       |           | Fahrettin Koca       | AKP          |
|       | Ministre de l'Éducation nationale                          |           | Yusuf Tekin          | Indépendant  |
|       | Ministre de la Culture et du Tourisme                      |           | Mehmet Ersoy         | AKP          |
|       | Ministre de la Jeunesse et des Sports                      |           | Osman Aşkın Bak      | AKP          |
|       | Ministre de l'Industrie et de la Technologie               |           | Mehmet Fatih Kacır   | Indépendant  |
|       | Ministre des Transports et des Infrastructures             |           | Abdulkadir Uraloğlu  | Indépendant  |
|       | Ministre de l'Agriculture et des Forêts                    |           | İbrahim Yumaklı      | Indépendant  |
|       | Ministre de la Famille, du Travail et des Services sociaux |           | Mahinur Özdemir      | Indépendante |
|       | Ministre de l'Environnement et de l'Urbanisme              |           | Mehmet Özhaseki      | AKP          |